# Calles
Calles là một đô thị ở comarca Los Serranos cộng đồng Valencia, Tây Ban Nha. Đô thị này có diện tích 64,54 km², dân số thời điểm năm 2006 là 405 người.